# غولدي هاون
غولدي هاون (بالإنجليزية: Goldie Hawn)‏ ممثلة يهودية أمريكية من مواليد 21 نوفمبر 1945، حاصلة على جائزة أكاديمية عام 1969 كأفضل ممثلة مساندة عن دورها في فيلم زهرة صبار، وحصلت بنفس الدور على جائزة الغولدن غلوب 1969 لأفضل ممثلة في دور مساند.

## وصلات خارجية
- غولدي هاون على موقع IMDb (الإنجليزية)
- غولدي هاون على موقع الموسوعة البريطانية (الإنجليزية)
- غولدي هاون على موقع روتن توميتوز (الإنجليزية)
- غولدي هاون على موقع مونزينجر (الألمانية)
- غولدي هاون على موقع ألو سيني (الفرنسية)
- غولدي هاون على موقع ميوزك برينز (الإنجليزية)
- غولدي هاون على موقع تيرنر كلاسيك موفيز (الإنجليزية)
- غولدي هاون على موقع أول موفي (الإنجليزية)
- غولدي هاون على موقع بوكس أوفيس موجو (الإنجليزية)
- غولدي هاون على موقع قاعدة بيانات الأفلام السويدية (السويدية)
- Goldie Hawn at ديسكوجز
- The Hawn Foundation

### فيديو
- "The Films of Goldie Hawn" على يوتيوب, movie clips
- "Hawn: From 'Cactus Flower' to 'Lotus'" USA Today (May 4, 2005)
- "Goldie Hawn A Wallflower?" .60 دقيقة. CBS News (May 1, 2005)
- "Goldie Hawn's '10 Mindful Minutes' for Children". إيه بي سي نيوز. 9 سبتمبر 2011. مؤرشف من الأصل في 2017-12-22.